# Мозговой ствол
Мозгово́й ствол, или ствол головного мозга, — традиционно выделяющийся отдел третьего мозга, представляющий собой протяжённое образование, продолжающееся в спинной мозг.
В ствол всегда включают продолговатый мозг, варолиев мост, а также средний мозг. Часто в него включают мозжечок, иногда — промежуточный мозг.
Понятие мозгового ствола, включающего необщие по происхождению отделы мозга, остаётся релевантным из-за анатомической и морфологической общности.

## Ромбовидная ямка
Структура, принадлежащая стволу — ромбовидная ямка (fossa rhomboidea). Её нижняя часть принадлежит продолговатому мозгу, верхняя — мосту. Ромбовидная ямка является дном четвёртого мозгового желудочка (ventriculus quartus) и содержит на своей поверхности такие компоненты, как медуллярные (мозговые) полоски (striae medullares), треугольники подъязычного и блуждающего нервов, и вестибуло-кохлеарное поле (area acustica). Продольно ромбовидную ямку делит срединная борозда (sulcus medianus posterior).В ромбовидной ямке так же располагаются ядра 8 из 12 черепно-мозговых нервов.

## Функциональные компоненты ствола
В стволе мозга сохраняется тот же принцип локализации афферентов и эфферентов, что и в спинном мозге. Роль чувствительных и моторных корешков берут на себя черепные нервы. В стволе появляются кроме исходных четырёх компонентов также т. наз. «специальные» афференты и эфференты, обслуживающие производные жаберных дуг. Специальные афференты (SSA) представлены VIII парой — n. vestibulocochlearis, обслуживающей специфические рецепторы внутреннего уха. Специальные висцеральные афференты (SVA) в стволе мозга представлены волокнами от вкусовых рецепторов (VII, IX и X нервы, и общее для них ядро одиночного пути).
Специальные висцеральные эфференты (SVE) представлены нервами, иннервирующими мускулатуру, филогенетически происходящую из мускулатуры жаберных дуг первичноводных. Для человека это: жевательные мышцы (иннервация V нервом), мимические мышцы (VII), мышцы гортани и глотки (IX, X), а также грудинно-ключично-сосцевидная и трапециевидная мышцы шеи (XI нерв).
В нижнем отделе ствола (продолговатый мозг) остается дорсо-вентральная ориентация компонентов, как в спинном мозге (GSA, GVA, GVE, GSE), выше по стволу ориентация меняется на латерально-медиальную и перестает быть линейной. GSA вытесняется SSA вентральнее, и также вентральнее вытесняется компонент SVE.

## Проводящие пути
Благодаря исследованиям таких учёных, как Р. Магнус и И. Ф. Клейн было установлено наличие в продолговатом мозге сложной системы рефлекторных центров, обеспечивающих определённое положение в теле за счёт статических и статико-кинетических рефлексов. Эти рефлексы, собственно, представляют собой механизмы перераспределения мышечного тонуса таким образом, что сохраняется удобная для животного поза (позно-тонические рефлексы) или возвращение в данную из неудобной (выпрямительные рефлексы), а также обеспечивается сохранение равновесия при ускорении (стато-кинетические рефлексы). Осуществление данных рефлексов происходит с участием таких формаций ствола как ретикулярная формация, красное ядро и вестибулярные ядра.
Ретикулярная формация — это формация, идущая от спинного мозга к таламусу в ростральном (к коре) направлении. Кроме участия в обработке сенсорной информации, ретикулярная формация оказывает активизирующее воздействие на кору головного мозга, контролируя таким образом деятельность спинного мозга. С помощью данного механизма осуществляется контроль тонуса скелетной мускулатуры, половой и вегетативных функций человека. Впервые механизм воздействия ретикулярной формации на мышечный тонус был установлен Р. Гранитом (R. Granit): он показал, что ретикулярная формация способна изменять активность γ-мотонейронов, в результате чего их аксоны (γ-эфференты) вызывают сокращение мышечных веретён, и, как следствие, усиление афферентной импульсации от мышечных рецепторов. Эти импульсы, поступая в спинной мозг, вызывают возбуждение α-мотонейронов, что и является причиной тонуса мышц.
Установлено, что участие в выполнении данной функции ретикулярной формации принимают два скопления нейронов: нейроны ретикулярной формации моста и нейроны ретикулярной формации продолговатого мозга. Поведение нейронов ретикулярной формации продолговатого мозга схоже с поведением нейронов ретикулярной формации моста: они вызывают активацию α-мотонейронов мышц-сгибателей и, следовательно, тормозят активность α-мотонейронов мышц-разгибателей. Нейроны ретикулярной формации моста действуют ровно наоборот, возбуждают α-мотонейроны мышц-разгибателей и тормозят активность α-мотонейронов мышц-сгибателей. Реткулярная формация имеет связь с мозжечком (часть информации от него идёт к нейронам продолговатого мозга (от ядер пробковидного и шаровидного мозжечка), а от шатра — к нейронам моста) и с корой головного мозга, от которой получает информацию. Это позволяет утверждать, что ретикулярная формация является коллектором неспецеффического сенсорного потока, возможно участвующим в регуляции мышечной активности. Хотя пока необходимость в ретикулярной формации, дублирующей функции нейронов вестибулярных ядер и красного ядра, остаётся непонятной.
Вестибулярные ядра (от лат. vestibulum — преддверие) — это орган, фиксирующий изменение положения тела в пространстве и находящийся во внутреннем ухе. Возбуждение вестибулярных ядер происходит под действием адекватного раздражителя, действующего на вестибулярный аппарат. Начинающийся от ядра Дейтерса — одного из главных ядер, — а также от верхнего и медиального ядер вестибулоспинальный путь осуществляет воздействие на альфа-мотонейроны спинного мозга: нейроны вестибулярного ядра возбуждают α-мотонейроны разгибателей, причём преимущественно на осевые мышцы (мышцы позвоночного столба) и одновременно тормозят α-мотонейроны сгибателей по механизму реципрокной иннервации. При экспериментальной перерезке вестибулоспинального тракта наблюдается преобладание тонуса в мышцах-сгибателях.
Также, от вестибулярных ядер продолговатого мозга идёт путь к так называемому медиальному пучку, направленному в сторону спинного мозга. Этот пучок выполняет важную функцию: соединяет воедино все ядра нервов, участвующих в регуляции активности мышц глазного яблока. Сигналы, идущие от вестибулярных ядер, попадают на продольный медиальный пучок, благодаря чему при активизации вестибулярного аппарата возникает явление нистагма.
Таким образом, при раздражении вестибулярного аппарата происходит перераспределение мышечного тонуса и изменение активности мышц глазного яблока, в результате чего животное способно удержать равновесие и направить взор в нужную сторону.
Красное ядро расположено в области среднего мозга. Нейроны этого ядра получают информацию от коры головного мозга и мозжечка, то есть всю информацию о положении тела в пространстве, о состоянии мышечной системы, кожи. Влияние на альфа-мотонейроны спинного мозга осуществляется с помощью руброспинального тракта. Руброспинальный тракт начинается от клеток красного ядра, расположенного в коре ножек мозга. Активация нейронов красного ядра вызывает возбуждающий постсинаптический потенциал в мотонейронах мышц-сгибателей, а в мотонейронах разгибателей — тормозные постсинаптические потенциалы. В этом отношении руброспинальный тракт сходен с кортикоспинальным трактом.